# Silvio Violante Iozzia
Silvio Violante Iozzia (Chioggia, 7 ottobre 1954) è un ex calciatore italiano, di ruolo difensore.

## Carriera

### Giocatore
Nel ruolo di stopper, debutta nella Promozione Sicilia 1973-1974 con il Salemi. Nei tre anni successivi veste la maglia del Marsala collezionando 93 presenze e 1 gol in Serie C. Nel 1977 passa al Palermo, in cambio di Gaetano Longo, giocando sei campionati di Serie B per un totale di 77 presenze in rosanero. Per un problema a un occhio interrompe l'attività ad alto livello, e chiude la carriera tra i dilettanti dopo un biennio al Pozzallo.

### Dirigente
Nel gennaio 2013 diventa direttore sportivo del Mazara. Nella stagione 2016-2017 è direttore generale del Paceco, vincitore del campionato siciliano di Eccellenza.
Nominato Direttore Sportivo per la stagione 2017/2018 della società Folgore Selinunte di Castelvetrano (TP), che militerà nel campionato di serie D dopo aver vinto i Playoff nazionali di Eccellenza.